# Campionati europei di badminton 1990
I Campionati europei di badminton 1990 si sono svolti a Mosca, in Russia. È stata la 12ª edizione del torneo organizzato dalla Badminton Europe.

## Podi
| Evento              | Oro                                      | Argento                                | Bronzo                                  |
| Singolare maschile  | Steve Baddeley                           | Darren Hall                            | Steve Butler                            |
| Singolare maschile  | Steve Baddeley                           | Darren Hall                            | Poul-Erik Høyer Larsen                  |
| Singolare femminile | Pernille Nedergaard                      | Fiona Smith                            | Helen Troke                             |
| Singolare femminile | Pernille Nedergaard                      | Fiona Smith                            | Christine Magnusson                     |
| Doppio maschile     | Jan Paulsen and Henrik Svarrer           | Max Gandrup and Thomas Lund            | Mikael Rosen and Peter Axelsson         |
| Doppio maschile     | Jan Paulsen and Henrik Svarrer           | Max Gandrup and Thomas Lund            | Pierre Pellupessy and Alex Meijer       |
| Doppio femminile    | Dorte Kjaer and Nettie Nielsen           | Eline Coene and Erica van Dijck        | Gillian Gowers and Gillian Clark        |
| Doppio femminile    | Dorte Kjaer and Nettie Nielsen           | Eline Coene and Erica van Dijck        | Maria Bengtsson and Christine Magnusson |
| Doppio misto        | Jon Holst Christensen and Grete Mogensen | Jan Eric Antonsson and Maria Bengtsson | Jan Paulsen and Gillian Gowers          |
| Doppio misto        | Jon Holst Christensen and Grete Mogensen | Jan Eric Antonsson and Maria Bengtsson | Jesper Knudsen and Nettie Nielsen       |
| Gara a Squadre      | Danimarca                                | Svezia                                 | Inghilterra                             |

## Medagliere
| Posiz. | Nazione     | Oro | Argento | Bronzo | Totale |
| ------ | ----------- | --- | ------- | ------ | ------ |
| 1      | Danimarca   | 5   | 1       | 3      | 9      |
| 2      | Inghilterra | 1   | 2       | 4      | 7      |
| 3      | Svezia      | 0   | 2       | 3      | 5      |
| 4      | Paesi Bassi | 0   | 1       | 1      | 2      |
| Totale | Totale      | 6   | 6       | 11     | 23     |